# Geomys knoxjonesi
Geomys knoxjonesi — вид кишенькового ховраха, поширеного в Техасі та Нью-Мексико. Цей вид названо на честь доктора Дж. Нокса Джонса молодшого (1929–1992), плідного теріолога з Техаського технічного університету.
Це відносно невеликий ховрах, загальною довжиною близько 24 см, включаючи хвіст 8 см, і вагою від 160 до 185 г. Самці трохи більші за самок. Він має типове тіло, схоже на ховраха, з великими пазуристими передніми кінцівками, маленькими очима та вухами та вкритими хутром защічними мішками. Шерсть коричнево-коричневого кольору, а на животі та лапах стає білою. Його візуально неможливо відрізнити від рівнинного кишенькового ховраха, і раніше він вважався підвидом цієї тварини, перш ніж у 1989 році отримав повний статус виду на основі генетичних відмінностей.
Вид мешкає на ділянках з глибокими піщаними ґрунтами, а не на твердіших суглинних ґрунтах, які любить рівнинний ховрашок, і харчується корінням і стеблами таких рослин, як юка, соняшник і різні трави.
Ховрах є територіальним і одиночним, за винятком періоду розмноження з жовтня по квітень. Вагітність триває приблизно 23 дні, а молодняк відлучають через три-чотири тижні.